# Itá (Paraguay)
Itá è una città del Paraguay, situata nel dipartimento Central, a 35 km dalla capitale del paese, Asunción. Forma uno dei 19 distretti in cui è diviso il dipartimento.

## Popolazione
Al censimento del 2002 Itá contava una popolazione urbana di 17 469 abitanti (50 391 nell'intero distretto).

## Caratteristiche

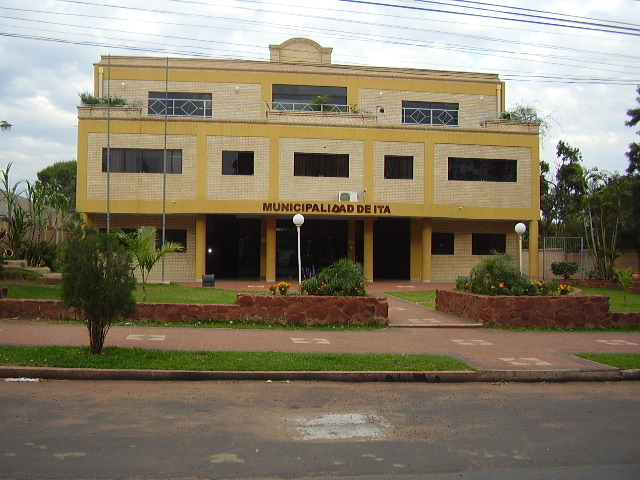
Sede municipale di Itá

Fondata nel 1536 da Domingo Martínez de Irala in un luogo anteriormente abitato dagli indios guaraní, nel 1585 vi si installò una riduzione francescana. Nel 1698 i francescani fecero costruire la chiesa di San Biagio.
La città è un importante centro di produzione artigianale della ceramica.